# سیارک ۱۰۲۶۲
سیارک ۱۰۲۶۲ (به انگلیسی: 10262 Samoilov، نامگذاری:1975TQ3) ده هزار و دویست و شصت و دومین سیارک کشف شده‌است که در ۳ اکتبر ۱۹۷۵ کشف شد.
قدر مطلق سیارک برابر ۴۰٫۷ است.